# Unplugged & Unaffected
Unplugged & Unaffected è un EP dei The Red Jumpsuit Apparatus, pubblicato nel 2008. È stato venduto durante la serie di concerti acustici della band omonima.
Contiene sei canzoni provenienti dal loro primo album Don't You Fake It suonate in versione acustica.

## Tracce
1. The Grim Goodbye (Acoustic) – 7:51
2. Damn Regret (Acoustic) – 3:16
3. Seventeen Ain't So Sweet (Acoustic) – 3:49
4. Justify (Acoustic) – 4:05
5. Face Down (Acoustic) – 3:10
6. Your Guardian Angel (Acoustic) – 4:01

## Formazione
- Ronnie Winter – voce, chitarra acustica
- Duke Kitchens – chitarra acustica, cori
- Elias Reidy – chitarra acustica, cori
- Joey Westwood – basso
- Jon Wilkes – bongo, tamburello, percussioni